# Schela (Altes Testament)
Schela ist im jüdischen Tanach und damit auch im christlichen Alten Testament (Gen 38,5 ) ein Sohn des Juda und der Tochter des Kanaaniters Schua. Er wurde in Kesib geboren. Seine Brüder waren Er und Onan. Nach dem Brauch der Leviratsehe hätte er Tamar, die Witwe seiner Brüder, zur Frau nehmen müssen; dies wurde jedoch von Juda verwehrt (Gen 38,14 ).